# Michele Andreolo
Miguel Ángel Andriolo Frodella, italianizzato in Michele Andreolo (Montevideo, 6 settembre 1912 – Potenza, 15 maggio 1981), è stato un calciatore e allenatore di calcio uruguaiano naturalizzato italiano, di ruolo centromediano.
Campione del mondo con la nazionale italiana nel 1938.

## Carriera

### Giocatore

#### Club

##### I primi anni
Cresciuto a Dolores, nato a Carmelo ma originario di Valle dell'Angelo in provincia di Salerno, Miguel Andreolo - poi italianizzato in Michele -, conosciuto in Uruguay anche come Miguel Andriolo, come lui stesso si firmava nei documenti ufficiali, esordì come calciatore nella squadra locale del Libertad F.C., nel 1931. Nel 1932, "el Chivo" - così era soprannominato in Uruguay - venne ingaggiato dal Nacional Montevideo, il celebre club tricolor della capitale Oriental. Con il Nacional vinse due titoli nazionali, nel 1933 e nel 1934, diventando in breve tempo un punto fermo della squadra e uno dei beniamini della tifoseria. Il 25 agosto del 1934, faceva parte dell'undici titolare che affrontò nella finale di campionato il Peñarol. L'incontro - uno degli episodi più significativi della storia del Nacional Montevideo - fece epoca, e passò alla storia come "el clásico de los 9 contra 11". Le sue qualità non passarono inosservate, e venne convocato nella "Celeste" per il Campeonato Sudamericano de Football 1935. L'Uruguay vinse il torneo, ma Andreolo non fu schierato, essendo il suo ruolo occupato da Lorenzo Fernández, campione olimpico ad Amsterdam 1928 e campione del mondo 1930.

##### I successi nel Bologna
Nei primi giorni di aprile del 1935, quando mancano ancora nove domeniche al termine del campionato, il giocatore del Bologna Francisco Fedullo se ne scappa col Nettunia e torna in Uruguay. È stata la malattia del padre a indurre Fedullo a fuggire, anche se non arriva in tempo a riabbracciare il vecchio genitore malato. Nel frattempo Francisco contatta Renato Dall'Ara chiedendo di perdonarlo. Il presidente, manda Pascucci, allenatore in seconda, a prelevarlo. Torneranno (a maggio a bordo del transatlantico Oceania) in tre, con un giovanotto, quasi sconosciuto, di nome Andreolo.
Miguel arrivò ventitreenne alla Serie A, e centrò in quel primo anno in Italia, il 1935-1936, la vittoria dello scudetto con la maglia del Bologna. Durante il periodo bolognese sbagliò l'unico rigore tirato nella sua carriera italiana in un Bologna-Fiorentina.
Con il Bologna si distinse anche a livello internazionale, nella Coppa Mitropa, dove i suoi duelli contro Matthias Sindelar e György Sárosi fecero epoca.
Bissato il titolo tricolore nel 1936-1937, nel mese di giugno del 1937 fu protagonista della vittoria nel Torneo Internazionale dell'Expo Universale di Parigi, in cui il Bologna sconfisse in finale gli inglesi del Chelsea per 4 a 1.
Con la maglia rossoblù del Bologna vinse altri due scudetti (1938-1939 e 1940-1941) portando a 4 il suo palmarès personale.

##### Le ultime stagioni da calciatore
Durante il periodo bellico disputò e vinse il Campionato romano di guerra 1943-1944 con la maglia della Lazio. Nel dopoguerra giocò con il Napoli in Serie A e con Catania e Forlì in Serie C.

#### Nazionale
Con l'Uruguay partecipò alla vittoria del Campeonato Sudamericano del 1935 - l'attuale Coppa America -, senza essere mai schierato.
Fu convocato nella Nazionale italiana da Vittorio Pozzo ed esordì il 17 maggio 1936 a Roma, in una gara amichevole contro l'Austria.
Diventò Campione del Mondo nel 1938 in Francia e chiuse in seguito, nel 1942, la carriera in Nazionale con 26 presenze e un gol.

### Allenatore
Una volta terminata la carriera da calciatore, Andreolo intraprese quella di allenatore, guidando formazioni soprattutto del Sud Italia, come Marsala e Taranto.

## Statistiche

### Presenze e reti nei club
| Stagione        | Squadra         | Campionato      | Campionato | Campionato | Coppe nazionali | Coppe nazionali | Coppe nazionali | Coppe continentali | Coppe continentali | Coppe continentali | Altre coppe | Altre coppe | Altre coppe | Totale | Totale |
| Stagione        | Squadra         | Comp            | Pres       | Reti       | Comp            | Pres            | Reti            | Comp               | Pres               | Reti               | Comp        | Pres        | Reti        | Pres   | Reti   |
| --------------- | --------------- | --------------- | ---------- | ---------- | --------------- | --------------- | --------------- | ------------------ | ------------------ | ------------------ | ----------- | ----------- | ----------- | ------ | ------ |
| 1945-1946       | Napoli          | DN              | 32         | 5          | -               | -               | -               | -                  | -                  | -                  | -           | -           | -           | 32     | 5      |
| 1946-1947       | Napoli          | A               | 33         | 4          | -               | -               | -               | -                  | -                  | -                  | -           | -           | -           | 33     | 4      |
| 1947-1948       | Napoli          | A               | 28         | 2          | -               | -               | -               | -                  | -                  | -                  | -           | -           | -           | 28     | 2      |
| Totale Napoli   | Totale Napoli   | Totale Napoli   | 93         | 11         |                 | 0               | 0               |                    | 0                  | 0                  |             | 0           | 0           | 93     | 11     |
| Totale carriera | Totale carriera | Totale carriera | ?          | ?          |                 | ?               | ?               |                    | ?                  | ?                  |             | ?           | ?           | ?      | ?      |

### Cronologia presenze e reti in nazionale
| Cronologia completa delle presenze e delle reti in nazionale ― Italia | Cronologia completa delle presenze e delle reti in nazionale ― Italia | Cronologia completa delle presenze e delle reti in nazionale ― Italia | Cronologia completa delle presenze e delle reti in nazionale ― Italia | Cronologia completa delle presenze e delle reti in nazionale ― Italia | Cronologia completa delle presenze e delle reti in nazionale ― Italia | Cronologia completa delle presenze e delle reti in nazionale ― Italia | Cronologia completa delle presenze e delle reti in nazionale ― Italia |
| Data                                                                  | Città                                                                 | In casa                                                               | Risultato                                                             | Ospiti                                                                | Competizione                                                          | Reti                                                                  | Note                                                                  |
| --------------------------------------------------------------------- | --------------------------------------------------------------------- | --------------------------------------------------------------------- | --------------------------------------------------------------------- | --------------------------------------------------------------------- | --------------------------------------------------------------------- | --------------------------------------------------------------------- | --------------------------------------------------------------------- |
| 17-5-1936                                                             | Roma                                                                  | Italia                                                                | 2 – 2                                                                 | Austria                                                               | Amichevole                                                            | -                                                                     |                                                                       |
| 31-5-1936                                                             | Budapest                                                              | Ungheria                                                              | 1 – 2                                                                 | Italia                                                                | Amichevole                                                            | -                                                                     |                                                                       |
| 25-10-1936                                                            | Milano                                                                | Italia                                                                | 4 – 2                                                                 | Svizzera                                                              | Coppa Internazionale                                                  | -                                                                     |                                                                       |
| 15-11-1936                                                            | Berlino                                                               | Germania                                                              | 2 – 2                                                                 | Italia                                                                | Amichevole                                                            | -                                                                     |                                                                       |
| 25-4-1937                                                             | Torino                                                                | Italia                                                                | 2 – 0                                                                 | Ungheria                                                              | Coppa Internazionale                                                  | -                                                                     |                                                                       |
| 23-5-1937                                                             | Praga                                                                 | Cecoslovacchia                                                        | 0 – 1                                                                 | Italia                                                                | Coppa Internazionale                                                  | -                                                                     |                                                                       |
| 27-5-1937                                                             | Oslo                                                                  | Norvegia                                                              | 1 – 3                                                                 | Italia                                                                | Amichevole                                                            | -                                                                     |                                                                       |
| 31-10-1937                                                            | Ginevra                                                               | Svizzera                                                              | 2 – 2                                                                 | Italia                                                                | Coppa Internazionale                                                  | -                                                                     |                                                                       |
| 5-12-1937                                                             | Parigi                                                                | Francia                                                               | 0 – 0                                                                 | Italia                                                                | Amichevole                                                            | -                                                                     |                                                                       |
| 15-5-1938                                                             | Milano                                                                | Italia                                                                | 6 – 1                                                                 | Belgio                                                                | Amichevole                                                            | 1                                                                     |                                                                       |
| 22-5-1938                                                             | Genova                                                                | Italia                                                                | 4 – 0                                                                 | Jugoslavia                                                            | Amichevole                                                            | -                                                                     |                                                                       |
| 5-6-1938                                                              | Marsiglia                                                             | Norvegia                                                              | 1 – 2 dts                                                             | Italia                                                                | Mondiali 1938 - Ottavi di finale                                      | -                                                                     |                                                                       |
| 12-6-1938                                                             | Parigi                                                                | Francia                                                               | 1 – 3                                                                 | Italia                                                                | Mondiali 1938 - Quarti di finale                                      | -                                                                     |                                                                       |
| 16-6-1938                                                             | Marsiglia                                                             | Brasile                                                               | 1 – 2                                                                 | Italia                                                                | Mondiali 1938 - Semifinale                                            | -                                                                     |                                                                       |
| 19-6-1938                                                             | Parigi                                                                | Ungheria                                                              | 2 – 4                                                                 | Italia                                                                | Mondiali 1938 - Finale                                                | -                                                                     | 2º titolo mondiale                                                    |
| 20-11-1938                                                            | Bologna                                                               | Italia                                                                | 2 – 0                                                                 | Svizzera                                                              | Amichevole                                                            | -                                                                     |                                                                       |
| 4-12-1938                                                             | Napoli                                                                | Italia                                                                | 1 – 0                                                                 | Francia                                                               | Amichevole                                                            | -                                                                     |                                                                       |
| 26-3-1939                                                             | Firenze                                                               | Italia                                                                | 3 – 2                                                                 | Germania                                                              | Amichevole                                                            | -                                                                     |                                                                       |
| 13-5-1939                                                             | Milano                                                                | Italia                                                                | 2 – 2                                                                 | Inghilterra                                                           | Amichevole                                                            | -                                                                     |                                                                       |
| 4-6-1939                                                              | Belgrado                                                              | Jugoslavia                                                            | 1 – 2                                                                 | Italia                                                                | Amichevole                                                            | -                                                                     |                                                                       |
| 8-6-1939                                                              | Budapest                                                              | Ungheria                                                              | 1 – 3                                                                 | Italia                                                                | Amichevole                                                            | -                                                                     |                                                                       |
| 11-6-1939                                                             | Bucarest                                                              | Romania                                                               | 0 – 1                                                                 | Italia                                                                | Amichevole                                                            | -                                                                     |                                                                       |
| 12-11-1939                                                            | Zurigo                                                                | Svizzera                                                              | 1 – 1                                                                 | Italia                                                                | Amichevole                                                            | -                                                                     |                                                                       |
| 3-3-1940                                                              | Torino                                                                | Italia                                                                | 1 – 1                                                                 | Svizzera                                                              | Amichevole                                                            | -                                                                     |                                                                       |
| 5-4-1942                                                              | Genova                                                                | Italia                                                                | 4 – 0                                                                 | Croazia                                                               | Amichevole                                                            | -                                                                     |                                                                       |
| 19-4-1942                                                             | Milano                                                                | Italia                                                                | 4 – 0                                                                 | Spagna                                                                | Amichevole                                                            | -                                                                     |                                                                       |
| Totale                                                                |                                                                       | Presenze                                                              | 26                                                                    |                                                                       | Reti                                                                  | 1                                                                     |                                                                       |

## Palmarès

### Club

#### Competizioni nazionali
- Campionato italiano: 4

Bologna: 1935-1936, 1936-1937, 1938-1939, 1940-1941
- Serie C: 1

Catania: 1948-1949

#### Competizioni internazionali
- Torneo Internazionale dell'Expo Universale di Parigi: 1

Bologna: 1937

#### Altre competizioni
- Campionato romano di guerra: 1

Lazio: 1943-1944

### Nazionale
- Campeonato Sudamericano de Football: 1

Uruguay: Perù 1935
- Campionato mondiale: 1

Italia: Francia 1938

### Individuale
- All-Star Team dei Mondiali: 1[16]

Francia 1938